# Comité Olímpico Mexicano

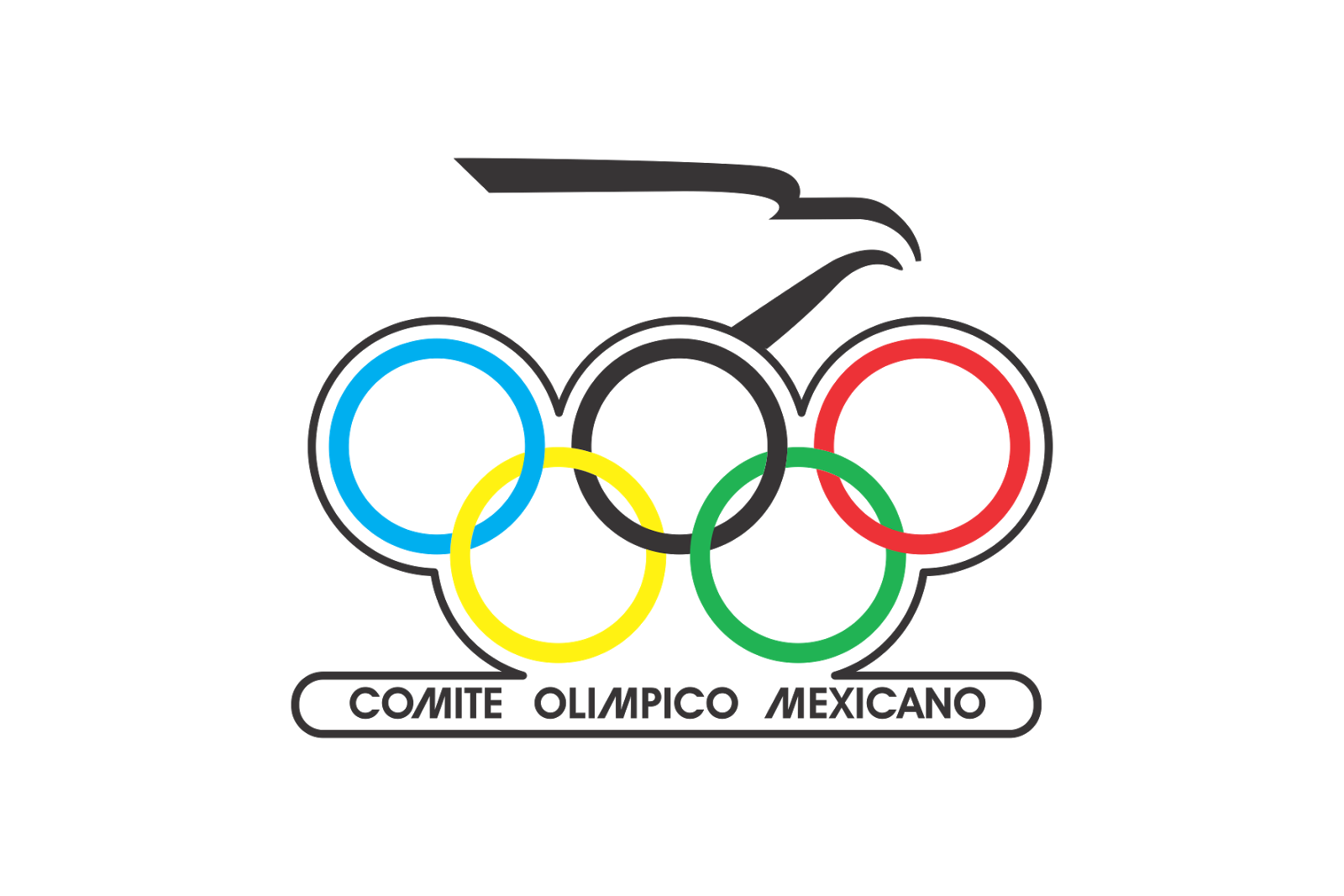
Logotipo Oficial del Comité Olímpico Mexicano, (COM)

El Comité Olímpico Mexicano, (COM) es una asociación civil que, en México, atiende todo lo relacionado con la aplicación de los principios que conforman la Carta Olímpica, un conjunto de normas y reglamentaciones del Comité Olímpico Internacional y que rige al Movimiento Olímpico del mundo. Desde noviembre de 2021 es dirigido por Mary José Alcalá.

## Funciones
El Comité Olímpico Mexicano tiene, entre otros, los siguientes fines:
| N.º | Función |
| --- | --- |
| 1   | Velar por el desarrollo y la protección del Movimiento Olímpico y del deporte en general. |
| 2   | Cumplir y hacer cumplir las normas de la Carta Olímpica. |
| 3   | Promover en la niñez y en la juventud la afición al deporte y el Espíritu Olímpico en todo el País. |
| 4   | Coadyuvar con las Federaciones Deportivas Nacionales, en la medida de sus alcances económicos, en el desempeño de sus funciones y la posible satisfacción de sus necesidades, así como en la organización de competencias nacionales e internacionales, en territorio nacional. |
| 5   | Establecer en coordinación con las Federaciones Deportivas Nacionales los métodos y parámetros para la integración de las Delegaciones Deportivas Mexicanas que tomarán parte en competencias internacionales, celebrando los convenios que se consideren necesarios para tal objeto, con los organismos correspondientes. |
| 6   | Participar de manera concertada con las Federaciones Deportivas Nacionales con reconocimiento y debida afiliación internacional, en la selección de aquellos deportistas que deban representar a nuestro País en Juegos Olímpicos, Regionales, Continentales, Internacionales, Polideportivos y, en general, los que se celebren en el ámbito Olímpico. |
| 7   | Formular proposiciones al Comité Olímpico Internacional acerca de la Carta Olímpica, del Movimiento Olímpico en general, y de la organización y celebración de los Juegos Olímpicos. |
| 8   | Colaborar con las entidades privadas y públicas en el fomento de una política sana del deporte. |
| 9   | Preservar intacta su propia autonomía y conservarse alejado de cualquier influencia de orden racial, político, religioso y económico. |
| 10  | Difundir en forma masiva, por todos los medios a su alcance, y especialmente mediante literatura, publicaciones escritas, por sistemas audiovisuales y electrónicos, técnicas de preparación física y de entrenamiento deportivo. |
| 11  | Fomentar el establecimiento de escuelas y centros de capacitación para entrenadores, dirigentes y administradores deportivos. |
| 12  | Promover, fomentar e incrementar la preparación e injerencia dirigencial del sector femenino en el ámbito deportivo y en especial en el campo Olímpico. |
| 13  | Proponer planes de fomento y elevación de niveles en el aspecto deportivo nacional. |
| 14  | En caso necesario, instalar oficinas o delegaciones del Comité Olímpico Mexicano en los Estados de la República Mexicana. |
| 15  | Administrar, crear, coadyuvar y operar, si las circunstancias materiales y económicas lo permiten, centros deportivos y de capacitación tales como el Centro Deportivo Olímpico Mexicano, tanto en el Distrito Federal como en las demás entidades federativas, buscando que en ellos se llegue a sistemas de entrenamientos avanzados, estudios médicos deportivos modernos y utilización adecuada de las ciencias aplicadas al deporte.                                                                              |
| 16  | Velar por el buen desarrollo y funcionamiento del MUSEO y la ACADEMIA Olímpicos Mexicanos, en base preferente, a su independencia económica a través de organismos administrativos que la garanticen, pero siempre bajo el control directo del Comité Olímpico Mexicano. |
| 17  | Celebrar, anualmente, el DÍA OLÍMPICO, con objeto de promover el movimiento Olímpico. |
| 18  | Participar en forma directa en la formulación de convenios con los Comités Olímpicos Nacionales, Organización Deportiva Panamericana, Organización Deportiva Centroamericana y del Caribe, Asociación de Comités Olímpicos Nacionales, Solidaridad Olímpica y otros Organismos Internacionales. |
| 19  | Realizar cuanto acto sea conveniente para cumplir con los fines del Movimiento Olímpico. |
| 20  | Adoptar e implementar a nivel nacional, en el ámbito de su competencia, el Código Mundial Antidopaje de la WADA y asegurar que las políticas y reglas del Comité Olímpico Mexicano, sus requerimientos de afiliación y/o reconocimiento de sus federaciones nacionales, así como los procedimientos para el manejo de resultados, estén de conformidad con el Código Mundial Antidopaje y respeten todos los roles y responsabilidades de, y para los CON’s que están enumerados dentro del Código Mundial Antidopaje. |

## Historia
A partir de la Exposición Universal de París (1900) el barón Pierre de Coubertin tuvo especial interés en México. Pierre de Coubertin pensaba que México podría incorporarse rápidamente a los próximos Juegos Olímpicos, así que se reunión con el entonces embajador de México en Bélgica, Miguel de Beistegui, en 1901. En esta reunión, surgió la idea de crear un Comité Olímpico Nacional de México, entonces se decidió mandar una carta al Presidente de México de ese año, Gral. Porfirio Díaz, para informarle de que Miguel de Beistegui sería el representante de México ante el Comité Olímpico Internacional, dando lugar a esto el 25 de mayo de 1901.
En 1923 Henri de Baillet-Latour, quien fue vicepresidente del Comité Olímpico Internacional, visitó Latinoamérica para invitar a los países de esta región a ir a los Juegos Olímpicos de París 1924. Baillet-Latour llegó a México después de visitar Argentina, Brasil, Chile, Paraguay y Uruguay el día 16 de febrero de 1923. En ese mismo año, después de mucho esfuerzo, un 23 de abril se concretó la creación de la Sociedad Olímpica Mexicana.

### Miembros del primer Comité Olímpico Mexicano
Presidente
- Carlos B. Zetina.

Vicepresidente
- Gral. Tirso Hernández.

Secretario General
- Prof. Alfonso Rojo de la Vega.

Tesorero
- Alfredo T. Cuéllar.

Otros Miembros
- Enrique C. Aguirre.
- Prof. Miguel Aguilar Herrera.
- Prof. Rosendo Arnáiz.
- General Joaquín Amaro Domínguez.
- General Ignacio M. Beteta.
- Jorge de Parada.
- Roberto Lara y López.
- Eduardo Gabucio.
- Prof. Lamberto Álvarez Gayou.
- Dr. Francisco Contreras.

Actual Presidenta del Comité Olímpico Mexicano
- Mary José Alcalá.

Ubicación
Las oficinas del Comité Olímpico Mexicano se localizan dentro de las instalaciones del Centro Deportivo Olímpico Mexicano (CDOM) ubicado en: Av. del Conscripto y Anillo Periférico S/N, col. Lomas de Sotelo, Deleg. Miguel Hidalgo (Ciudad de México), C.P. 11200, Ciudad de México, México.

## Antecedentes del CDOM
Con el fin de obtener un espacio propicio para el entrenamiento de los deportistas mexicanos que participarían en los Juegos Olímpicos de México 1968, en 1964 durante el gobierno del Presidente Gustavo Díaz Ordaz, se obtuvo la autorización por parte del presidente de la Confederación Deportiva Mexicana, el general José de Jesús Clark Flores, para comenzar la construcción del Centro Deportivo Olímpico Mexicano. La Escuela Militar de Equitación, ubicada entre Av. del Conscripto y Av. Manuel Ávila Camacho, fue elegida como la sede de esta edificación. Posteriormente, el 27 de octubre de 1965 se celebró la Asamblea Extraordinaria de la Confederación Deportiva Mexicana y se constituye el Centro Deportivo Olímpico Mexicano.
La construcción quedó a cargo del Ing. Gilberto Valenzuela de la Secretaría de Obras Públicas quien, de 1963 a 1967, diseñó y llevó a cabo la sede que debía de reunir los requisitos y servicios oportunos para que los atletas pudieran llevar un óptimo entrenamiento intensivo con la finalidad de llevar a México a la victoria.
La sede cuenta actualmente con hospedaje, comedor, servicio médico, además de áreas de entrenamiento y competencia: gimnasio de usos múltiples, gimnasio de acondicionamiento físico, gimnasio de halterofilia, sala de armas, gimnasio de artes marciales, área para tiro con arco, pista de atletismo, villas varonil y femenil, alberca y fosa olímpica y un club recreativo, los gimnasios de tenis de mesa y área de tiro deportivo actualmente en construcción.